# Eungella-Nationalpark

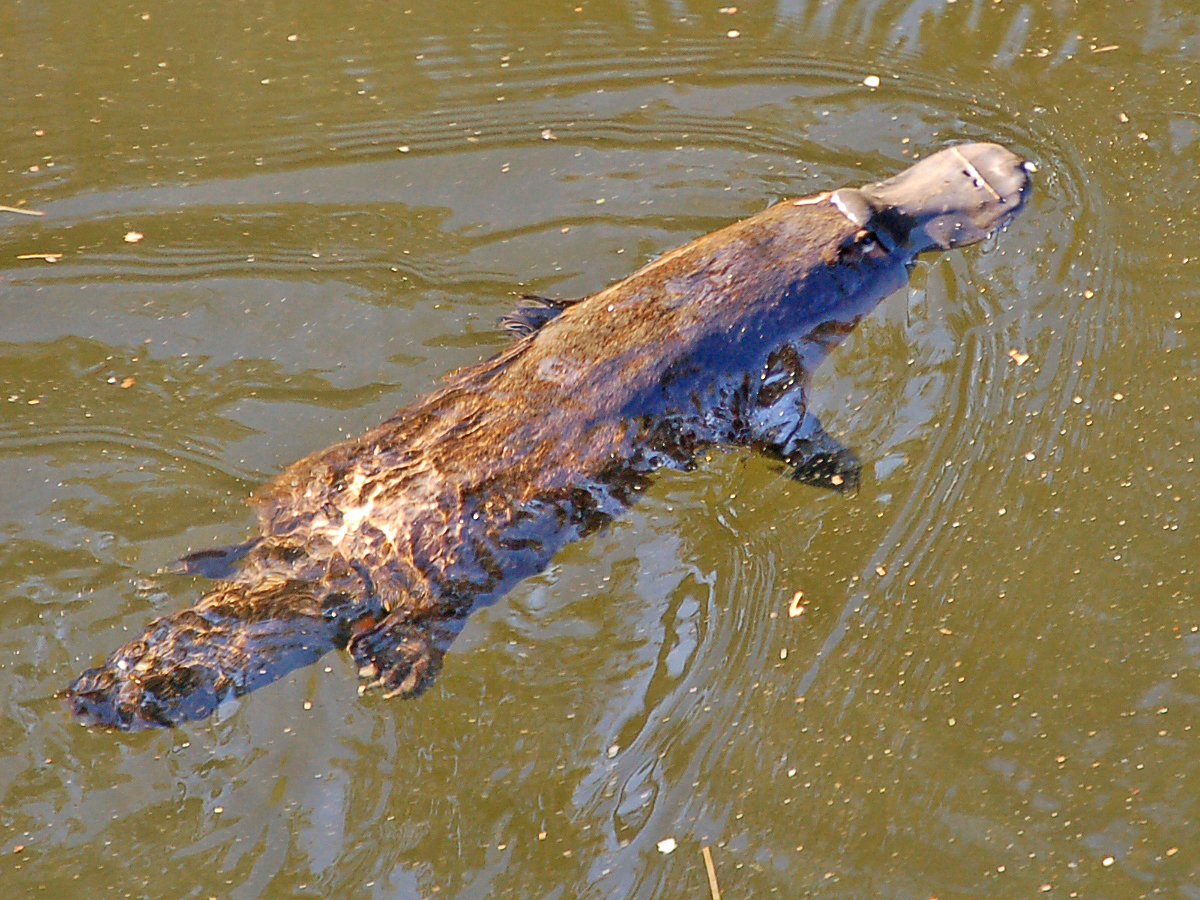
Schnabeltier am Broken River

Der Eungella-Nationalpark ist ein Nationalpark in Queensland, 83 km westlich von Mackay. Der Park hat eine Größe von über 599 km². Gegründet wurde der Park im Jahr 1936. Er liegt in der Clarke Range und erreicht auf dem Gipfel des Mt. Dalrymple eine Höhe von 1.280 m. An diesen Bergen stauen sich oft die Wolken, was ihnen in der Sprache der Aborigines die Bezeichnung „Heimat der Wolken“ eingetragen hat. Hier sind Niederschlagsmengen von 2.000 Millimeter im Jahr zu verzeichnen.

## Pflanzen- und Tierwelt
Die Hauptattraktionen des Parks sind die ausgeprägten tropischen Regenwälder, die über 860 Pflanzenarten aufweisen. In den niedrigeren Lagen findet man z. B. reiche Epiphyten- und Orchideenvorkommen in den Wäldern, während diese in den höheren Lagen von Teakbäumen, Palmen und riesigen Exemplare der Baumart Argyrodendron actinophyllum geprägt werden.
Nirgends können Schnabeltiere so nah und häufig beobachtet werden wie am Broken River, wo Aussichtsplattformen das Beobachten der scheuen Tiere erleichtern. Auch Flughunde sind regelmäßig anzutreffen.
Allein die Anzahl der im Regenwald lebenden Vogelarten beläuft sich auf 225, darunter der nur hier auf einem kleinen Gebiet endemisch vorkommende Eungellahonigfresser. Er ist eine der fünf Vogelarten, die man in den letzten 50 Jahren in Australien neu entdeckt hat. Weitere bemerkenswerte Arten sind  der Gelbnacken-Laubenvogel, die Langschwanz-Fruchttaube und der Weißbauch-Seeadler.
Zu trauriger Berühmtheit gelangte der Nördliche Magenbrüterfrosch, der erst im Jahr 1984 in diesem Gebiet entdeckt wurde. Er lebte auf einem kleinen Areal von weniger als 500 Quadratkilometern und konnte bereits im Jahr nach seiner Entdeckung nicht wieder aufgefunden werden. Seitdem gilt die Art als ausgestorben.

## Tourismus
Von Broken River und Eungella, dem einzigen Ort im Park, durchziehen Wanderwege den Regenwald. Der Park verfügt über mehr als 20 km Wanderwege; er ist auch der Ausgangspunkt für den 56 km langen Mackay Highlands Great Walk. Ein Großteil des Nationalparks ist allerdings völlig unzugänglich.
In der Nachbarschaft liegen die Nationalparks Homevale, Bluff Hill, Mount Ossa und Mount Martin.